# Progress MS-20
Progress MS-20 (ryska: Прогресс МС-20) eller som NASA kallar den, Progress 81 eller 81P, är en flygning av en rysk obemannad rymdfarkost som levererat förnödenheter, syre, vatten och bränsle till Internationella rymdstationen (ISS). Den sköts upp med en Sojuz-2.1a-raket, från Kosmodromen i Bajkonur, den 3 juni 2022. Några timmar senare dockade den med rymdstationens Zvezda modul.
Farkosten lämnade rymdstationen den 7 februari 2023 och brann upp i jordens atmosfär några timmar senare.

### Fotnoter
1. ↑  ”NASA Space Science Data Coordinated Archive” (på engelska). NASA. https://nssdc.gsfc.nasa.gov/nmc/spacecraft/display.action?id=2022-059A. Läst 20 juli 2022.
2. 1 2  ”Russian space program in 2022” (på engelska). Anatoly Zak. 14 maj 2022. http://www.russianspaceweb.com/2022.html. Läst 15 maj 2022.